# Município de Claridon (condado de Marion, Ohio)
Localização do Ohio nos E.U.A.
O município de Claridon (em inglês: Claridon Township) é um local localizado no condado de Marion no estado estadounidense de Ohio. No ano 2010 tinha uma população de 2742 habitantes e uma densidade populacional de 28,76 pessoas por km².

## Geografia
O município de Claridon encontra-se localizado nas coordenadas 40° 36′ 04″ N, 83° 00′ 57″ O. Segundo o Departamento do Censo dos Estados Unidos, o município tem uma superfície total de 95.35 km², da qual 95.35 km² correspondem a terra firme e (0%) 0 km² é água.

## Demografia
Segundo o censo de 2010, tinha 2742 pessoas residindo no município de Claridon. A densidade de população era de 28,76 hab./km².